# متحور غاما
متحور غاما (بالإنجليزية: Gamma variant)‏ واسمه الكامل سارس-كوف-2 متحور غاما (بالإنجليزية: SARS-CoV-2 Gamma variant)‏؛ أحد تحورات فيروس كورونا المرتبط بالمتلازمة التنفسية الحادة الشديدة النوع 2، الفيروس المسبب لمرض فيروس كورونا 2019.
اكتُشف هذا التحوّر للمرة الأولى من قبل المعهد الوطني للأمراض المعدية في اليابان في 6 يناير 2021، في أربعة أشخاص كانوا قد وصلوا إلى طوكيو قبل أربعة أيام بعد رحلة سياحية لهم في غابات الأمازون في البرازيل. أكّد معهد أوزوالدو كروز الحكومي البرازيلي وجود المتحور، وكشف في تقرير له عن اعتقاده بأن المتحور الجديد المكتشف في اليابان منتشر في مناطق غابات الأمازون البرازيلية منذ يوليو 2020. في تصريح لتاكاجي واكيتا، رئيس المعهد الوطني للأمراض المعدية الياباني، في مؤتمر أقامته وزارة الصحة اليابانية، قال: «إن المتحور الجديد مختلف عن المتحورين اللذين اكتشفا لأول مرة في المملكة المتحدة وجنوب إفريقيا.»
من جانب آخر، تشير التقارير الأولية إلى أن هذا المتحور يشترك مع المتحور المكتشف في جنوب أفريقيا في أنهما يحملان طفرة مشتركة تُعرف باسم: «إي 484 كي» (بالإنجليزية: E484K)‏، وهي الطفرة التي لم ترصد في الفيروس المتحور في بريطانيا المعروف باسم: متحور ألفا الذي أخذ ينتشر منذ ديسمبر 2020 في المملكة المتحدة، في حين تشترك المتحورات الثلاثة في طفرة أخرى تسمى: «إن 501 واي» (بالإنجليزية: N501Y)‏، التي تؤثر على شوكة الفيروس، وهي نتوء بروتيني يسمح له بدخول الخلايا، حيث يُشتبه بأن هذه الطفرة تجعل هذه المتحورات من الفيروس أكثر عدوى لأنها تقع داخل مجال ربط مستقبلات البروتين السكري لدخول الخلية، الذي يرتبط بمستقبلات إنزيم محول للأنجيوتنسين 2 في البشر، ما يزيد من قدرة فيروس كورونا على الارتباط بالمستقبل في الخلية المستهدفة، وهو الذي يوضح سرعة انتشار هذه المتحورات خلافًا لبقية المتحورات والمتغيرات التي سُجلت فيروس كورونا المرتبط بالمتلازمة التنفسية الحادة الشديدة النوع 2|فيروس سارس-كوف-2 منذ ظهوره.

## اسمه
كان «متحور غاما» يُعرف باسم: «المتحور الجديد المكتشف في اليابان» (بالإنجليزية: New variant identified in Japan)‏، ثم أعيدت تسميته ليصبح باسم متحور بي 1 (بالإنجليزية: Variant P.1)‏؛ وعُرف برقمه الجيني التسلسلي: «B.1.1.248»، إلى أن أعيدت تسميته في 31 مايو 2021 من قبل منظمة الصحة العالمية، ليصبح باسم «متحور غاما» بموجب نظام تسمية جديد أقرته المنظمة، التي أطلقت على متحورات كورونا أسماءً مماثلة بالاعتماد على أسماء أحرف الأبجدية اليونانية، وهدفت من ذلك تجنيب البلدان التي تظهر فيها متحورات كورونا لأول مرة مضار نسبة المتحور إليها بعد أن شاعت الأسماء المنسوبة جغرافيًّا في وسائل الإعلام للمتحورات الخمسة الأكثر انتشارًا عالميًّا، والمُصنفة ما بين متحورات قيد المراقبة والتحقيق أو مثيرة للانتباه أو مثيرة للقلق، مثل: المتحور البريطاني، المتحور الجنوب أفريقي، المتحور البرازيلي، المتحور النيويوركي، والمتحور الهندي، وهو ما دفع «وزارة الإلكترونيات والإعلام الهندية» أن تصدر تعميمًا يحظر ويُجرم تداول الاسم، بداعي «مكافحة نشر المعلومات الكاذبة التي تضر بسمعة البلاد». جاء في بيان «منظمة الصحة العالمية» أنها اعتمدت هذا النظام بعد استشارة الخبراء الذين أجمعوا على وضع أسماء جديدة، «تكون أسهل وأكثر عملية لمناقشتها من قبل الجماهير غير العلمية».

## الطفرات
حُدّد حتى الآن 12 طفرة في هذا التحور، أشهرها طفرة «إن 501 واي» (بالإنجليزية: N501Y)‏ وطفرة «إي 484 كي» (بالإنجليزية: E484K)‏.

## الحالات
| الدولة أو البلد | الحالات المؤكدة | التاريخ      | المصادر      |
| --------------- | --------------- | ------------ | ------------ |
| اليابان         | 4               | 6 يناير 2021 | [ 8 ] [ 10 ] |
| العالم          | 4               |              |              |